# Programme de développement de lanceurs réutilisables de SpaceX

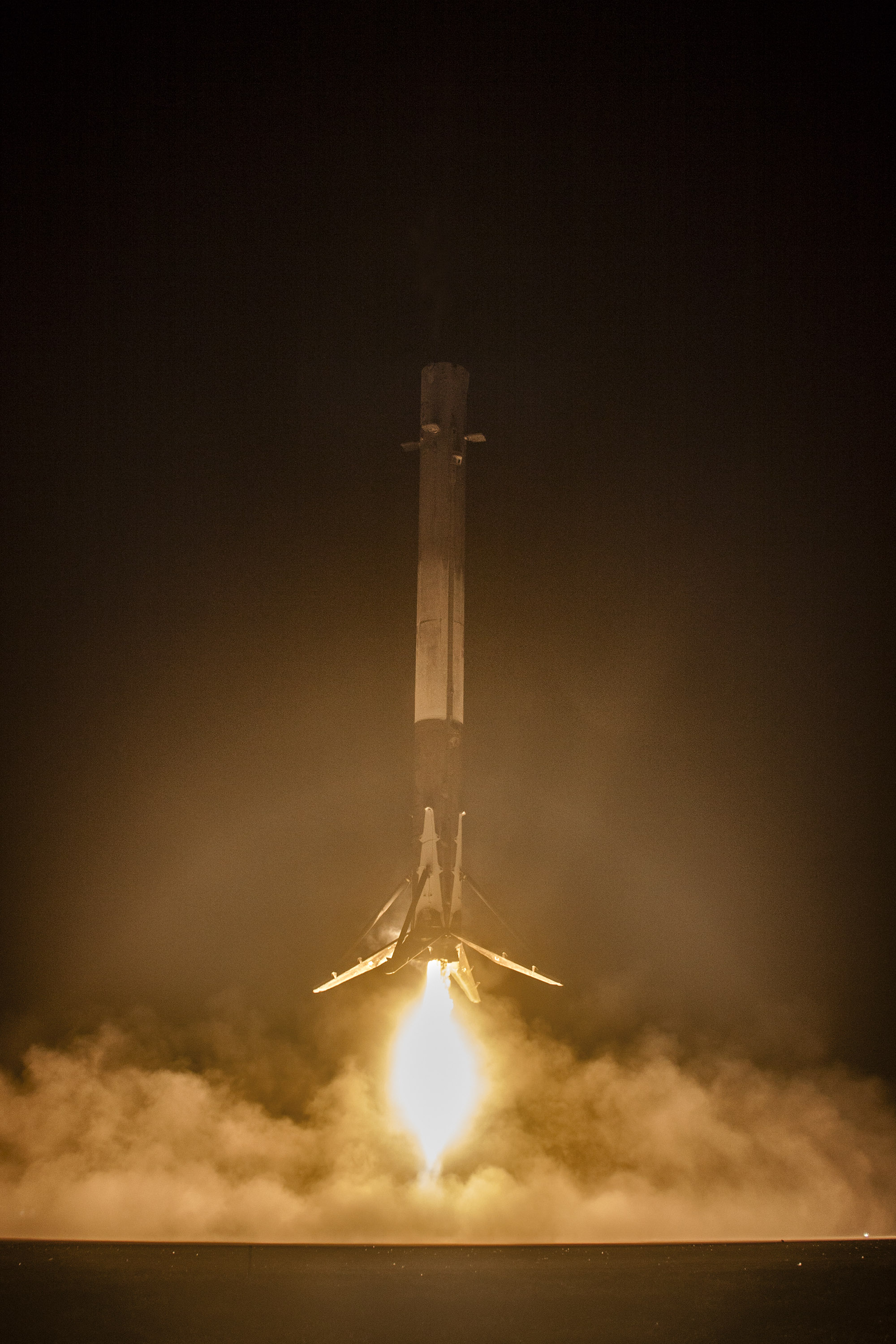
Le premier étage du atterrit verticalement sur un sol ferme en décembre 2015.

Le programme de développement de lanceurs réutilisables de SpaceX (en anglais : SpaceX reusable launch system development program) est un programme financé par des fonds privés visant à développer un ensemble de nouvelles technologies pour un système de lancement orbital pouvant être réutilisé à plusieurs reprises de la même manière que les aéronefs. L'entreprise américaine SpaceX développe depuis plusieurs années les technologies nécessaires pour faciliter la réutilisation complète et rapide des lanceurs spatiaux. Les objectifs à long terme du projet incluent le retour en quelques minutes d'un premier étage de lanceur sur l'aire de lancement et le retour d'un second étage à la rampe de lancement après le réalignement orbital sur l'aire de lancement et la rentrée atmosphérique dans les 24 heures. L'objectif à long terme de SpaceX est que les deux étages de leur lanceur orbital soient réutilisables quelques heures après leur retour.
Le programme est annoncé publiquement en 2011. SpaceX a d'abord réussi à faire atterrir et à récupérer un premier étage en décembre 2015 (en). Le nouveau vol d'un premier étage récupéré s'est déroulé en juin 2017, seulement cinq mois après le premier vol en mars 2017 (en). Un troisième vol a lieu en octobre 2017 avec la mission SES-11 (en) pour le lancement du satellite EchoStar-105. Les vols ultérieurs des premiers étages remis à neuf sont alors devenus une routine.
La technologie du lanceur réutilisable est développée et initialement utilisée pour les premiers étages de la famille de fusées Falcon. Après la séparation des étages, le processus de retour implique le retournement de celui-ci, une poussée (facultative) pour le retourner, une poussée pour la rentrée atmosphérique, le contrôle de la direction pour l'amener à l'aire de lancement (qui devient une aire d'atterrissage) et une poussée pour réduire sa vitesse et se poser au sol.
SpaceX a l'intention (à partir de 2014 au moins) de développer une technologie permettant d'étendre la réutilisation du matériel réutilisable au deuxième étage, un problème technique plus complexe du fait que le véhicule se déplace à la vitesse orbitale, ce qui est considéré comme primordial pour les plans du fondateur de SpaceX Elon Musk pour permettre la colonisation de Mars. Il est donc prévu de le développer cette technologie pour l'ensemble du matériel de vol des nouveaux véhicules SpaceX devant transiter sur Mars. Les premiers vols d'essais ne sont pas prévus avant 2020. SpaceX expérimentera également la récupération du deuxième étage sur quelques vols Falcon 9 ou Falcon Heavy. Après 2017, une grande partie des travaux de développement et des tests de technologies réutilisables sont résolument orientés vers les avancées en matière de technologie réutilisable du deuxième étage avec vaisseau spatial intégré pour soutenir l'utilisation de la Big Falcon Rocket (BFR) non seulement dans l'atmosphère terrestre, mais aussi dans l'intention d'être utilisés sur les corps célestes du système solaire comme la Lune et Mars avec des caractéristiques atmosphériques très diverses.